# Diebach (Fichtenberger Rot)
Der Diebach ist ein fünf Kilometer langer Bach im nordöstlichen Baden-Württemberg, der in Fichtenberg im Landkreis Schwäbisch Hall von links und Norden in den Unterlauf des Kocher-Zuflusses Fichtenberger Rot mündet. Sein Oberlauf bis zum endgültigen Eintritt ins Fichtenberger Gemeindegebiet heißt Steinbach.

## Name
In mittelalterlichen Urkunden tritt der Diebach als Tithebach (12. Jh.) und Diepach (1465) in Erscheinung. Der Name leitet sich vom ahd. Wort diet für '(fahrendes) Volk, Leute, Heiden' ab.

## Geographie

### Verlauf
Der Diebach durchzieht in fast konstant südlicher Richtung den südöstlichen Ausläufer des Mainhardter Waldes zwischen der rechts von ihm südöstlich und dann an der Mündung östlich fließenden Fichtenberger Rot und dem diese ihrerseits aufnehmenden, nördlich laufenden mittleren Kocher zu seiner Linken. 

#### Steinbach
Sein Oberlauf mit Namen Steinbach entspringt am Rande der östlichsten Hofstelle des verstreuten Oberroter Weilers Stiershof und tritt nach weniger als 200 m über eine sanft fallende Wiese in den zu Gaildorf gehörenden Wald Roter Bühl ein. Bis etwa 2 km unterhalb seines Ursprungs bleibt er im geschlossenen Wald, wo das Waldgewann Weißer Sumpf bald links den Roten Bühl ablöst. Auf diesem Abschnitt laufen ihm einige kleine Nebentäler vor allem von links zu, und auf einem Gutteil dieser Strecke ist er selbst Gemarkungsgrenze zwischen den zwei genannten Kommunen.
Ungefähr am Waldende tritt er aufs Gemeindegebiet von Fichtenberg über. Ab dort begleiten ihn künftig jenseits einer ihn säumenden Gehölzgalerie Wiesen und Weiden, abschnittsweise berührt er auf einer Seite auch den Rand des Talhangwaldes. Gleich nach seinem Waldaustritt steigt die vom Fichtenberger Weiler Erlenhof kommende K 2613 in einer Serpentine ins Tal und folgt ihm danach bis hinunter zum Hauptort; an ihrer ersten Bachbrücke auf Höhe des Buschhofs fließt ihm von Osten sein merklich kürzerer Quellast Hirschbach zu, dort hat er etwa die Hälfte seines Laufs hinter sich und er heißt nun Diebach.

#### Diebach
Am gleichnamigen kleinen Fichtenberger Weiler Diebach links vorbei strebt er weiter nach Süden und fließt dann etwas vor dem Beginn der geschlossenen Bebauung Fichtenbergs durch den zum Hochwasserschutz angelegten, aber auch dem Badebetrieb dienenden Diebachsee. Nach diesem säumen die Häuser des Dorfes zunächst mit etwas Abstand den Bach, der auf diesem Abschnitt wiederum von der Landesstraße gequert wird. Am Damm der querenden Bahnstrecke Waiblingen–Schwäbisch Hall-Hessental verschwindet er in einer Verdolung, läuft dann unter den Straßen Am Diebach und Tälestraße durch den Ortskern und mündet schließlich nach einem 5,0 km langen Lauf im Kreuzungsbereich von dieser mit der Neutrasse der L 1066 von links und Norden in die dort schon auf großem Maßstab nach Osten fließende untere Fichtenberger Rot.

### Einzugsgebiet
Der Diebach hat ein Einzugsgebiet von 5,4 km² Größe, das sich von seiner Nordspitze im Gewann Schwarze Lache bei Oberrot-Stiershof, wo der mit 521,7 m ü. NN höchste Punkt darin liegt, 4,3 km weit südwärts bis zur Mündung im Süden auf 343 m ü. NN in die Rot erstreckt. Quer dazu misst es an der breitesten Stelle etwa 2,2 km.
Im Nordosten liegt das Einzugsgebiet des bei Gaildorf-Ottendorf zum Kocher laufenden Mettelsbachs an, darauf etwas südlicher das des dortigen Kammersbachs, im restlichen Osten und Südosten fließt der Michelbach in die unterste Fichtenberger Rot. Jenseits der Wasserscheide auf der anderen Bachseite konkurriert im Südwesten und Westen die Rot selbst, im Nordwesten deren Oberroter Zufluss Stiersbach.
Etwas über die Hälfte des Einzugsgebietes ist bewaldet, in der übrigen offenen Flur dominiert das Grünland; Ackerbau wie Siedlungsflächen nehmen beide merklich unter 10 % der Gesamtfläche ein. In diese teilen sich die Gemeinde Fichtenberg mit etwa 3,2 km² im Süden, die Gemeinde Oberrot im Nordwesten mit etwa 1,3 km² im Nordwesten und die Stadt Gaildorf mit etwa 0,8 km² im Nordosten.
Von Oberrot liegen der Weiler Stiershof auf der Wasserscheide zum Stiersbach, der Weiler Scheuerhalden dicht an dieser, der Weiler Neuhausen nahe am Bach auf dem rechten Hang, das Gehöft Völkleswald ferner. Gaildorfs Anteil überwiegend links des Steinbach-Oberlaufs ist völlig unbesiedelter Wald. Auf Fichtenberger Gemarkung folgen der Weiler Erlenhof auf der Wasserscheide zum Michelbach, der Wohnplatz Buschhof am linken Hangfuß und der Weiler Diebach am rechten, nach dem Stausee folgen zuletzt Fichtenberger Neubaugebiete, ehe der Bach den Dorfkern von Fichtenberg selbst durchquert.

### Zuflusssystem

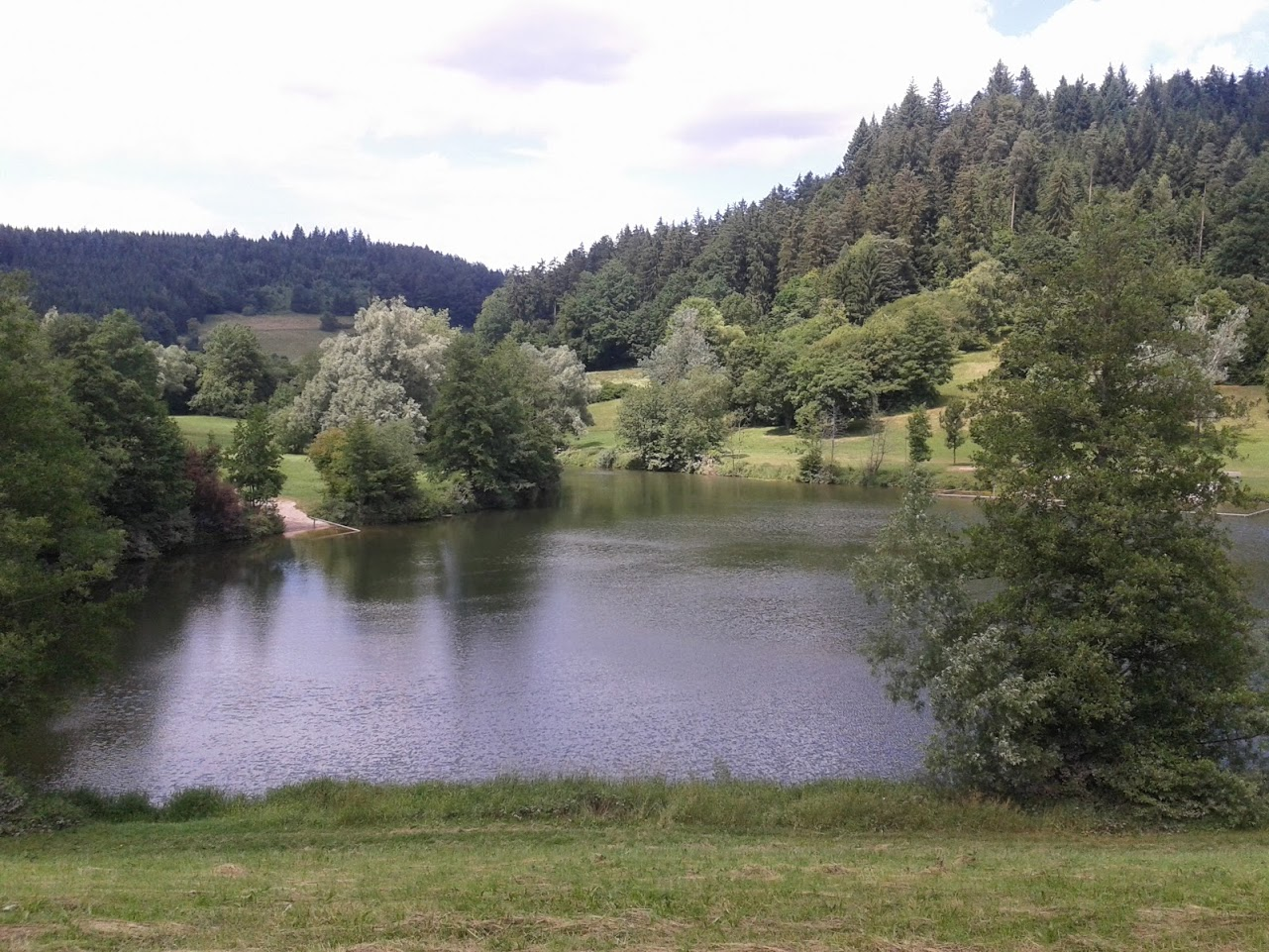
Der Diebachsee kurz vor Fichtenberg

Hierarchische Liste der Zuflüsse und  Seen von der Quelle zur Mündung. Gewässerlängen in der Regel nach LUBW-FG10 (Datensatzeinträge), Einzugsgebiete entsprechend nach LUBW-GEZG, Seeflächen nach LUBW-SG10, Höhenangaben nach dem Höhenlinienbild auf dem Geodatenviewer. Andere Quellen für die Angaben sind vermerkt.
Ursprung des Steinbachs am Rande des östlichsten Bauernhofs von Oberrot-Stiershof auf etwa 517 m ü. NN. Der Bach läuft etwa südlich.
Gleich darauf noch über 500 m ü. NN Eintritt in den Roten Bühl.
Waldaustritt ungefähr unterhalb der Serpentine der K 2613 auf etwa 400 m ü. NN, die von Fichtenberg-Erlenhof her ins Tal absteigt und danach dem Bach folgt.
- Hirschbach, von links an einer Straßenbrücke über den Steinbach nahe dem Fichtenberger Buschhof auf etwa 380 m ü. NN[1], 0,889 km. (49° 0′ 13″ N, 9° 42′ 32″ O) Entsteht am Südrand von Erlenhof auf etwa 410 m ü. NN.[1] und läuft in der Hirschklinge. Der Bach heißt ab diesem Zulauf Diebach.
- Durchfließt kurz vor Fichtenberg auf etwa 360 m ü. NN[1] den Diebachsee, 1,5305 ha, ein Hochwasserrückhaltebecken und zugleich Badesee.

Verschwindet am Bahndamm der Bahnstrecke Waiblingen–Schwäbisch Hall-Hessental in Fichtenberg in einer Verrohrung.
Mündung des Diebachs in Fichtenberg auf ca. 343 m ü. NN von links und Norden in die Fichtenberger Rot. Der Bach ist ab dem Zusammenfluss von Steinbach und Hirschbach 2.432 km, ab dem Steinbach-Ursprung 4,966 km lang und hat ein Einzugsgebiet von 5,354 km² hinter sich.

## Geologie
Die Steinbach-Quelle liegt am Südrand einer Stubensandstein-Insel (Löwenstein-Formation) im Grenzbereich zu den Oberen Bunten Mergeln (Mainhardt-Formation). Er durchläuft relativ rasch den Kieselsandstein (Hassberge-Formation) und die Unteren Bunten Mergel (Steigerwald-Formation) und tritt dann ohne auffällige Schilfsandstein-Zone (Stuttgart-Formation) nach etwa einem Viertel seines Laufes zwischen Neuhausen links und dem Weißen Sumpf rechts in den Gipskeuper (Grabfeld-Formation) ein, den er bis zur Mündung nicht mehr verlässt.
Im Einzugsgebiet nimmt der Stubensandstein ganz im Norden eine sehr kleine Fläche ein, von ihm aus laufen Zungen von Oberen Bunten Mergeln kurz südöstlich in Richtung Haftelwald und länger, schmaler und morphologisch ausgeprägter südwestlich an der Straßentrasse Stiersbach – Oberrot. Südlich liegen weite Kieselsandsteinflächen auf den Höhen der rechten und linken Wasserscheide, diese ziehen sich dem Bachlauf folgend hinab bis zum Rande des Rottales, wo sie erst in den Spornen von Dendelberg (rechts) und Viehberg (links) enden. Der einzige größere Zufluss Hirschbach entspringt am Rande dieser Fläche. Die Unteren Bunten Mergel legen sich als breites Band am oberen Hang um die Talmulde, gut aufgeschlossen in der von links zulaufenden Klinge des Hirschbachs. In der schmalen Talsohle setzen die Auensedimente schon mit dem Gipskeuper ein.

## Schutzgebiete
Das gesamte Einzugsgebiet gehört dem Naturpark Schwäbisch-Fränkischer Wald an. Um den unteren Steinbach-Talabschnitt und den oberen des anschließenden Diebachs sind ungefähr 0,9 km² in der Talflur und auf den offenen Seitenhöhen Teil des Landschaftsschutzgebietes Fichtenberger Rot-, Murr- und Fornsbachtal mit angrenzenden Höhenzügen.
Unterhalb von Diebach steht an der Abzweigung des Waldwegs auf den Dendelberg von der Talstraße eine als Naturdenkmal geschützte Eiche. Die obere Hirschklinge etwas südlich von Erlenhof im Wald ist flächenhaftes Naturdenkmal.
Als Biotope geschützt sind fast die gesamten naturbelassenen Flurläufe von Steinbach, Hirschbach und Diebach oberhalb des Stausees, einige Magerrasenflächen und etliche Feldhecken.
An der Nordspitze des Einzugsgebietes sind um Stiershof, die Schwarze Lache und den Roten Bühl 0,64 km² Wasserschutzgebiet.